# Boutilimit
 (novembre 2010).
Si vous disposez d'ouvrages ou d'articles de référence ou si vous connaissez des sites web de qualité traitant du thème abordé ici, merci de compléter l'article en donnant les références utiles à sa vérifiabilité et en les liant à la section « Notes et références ».

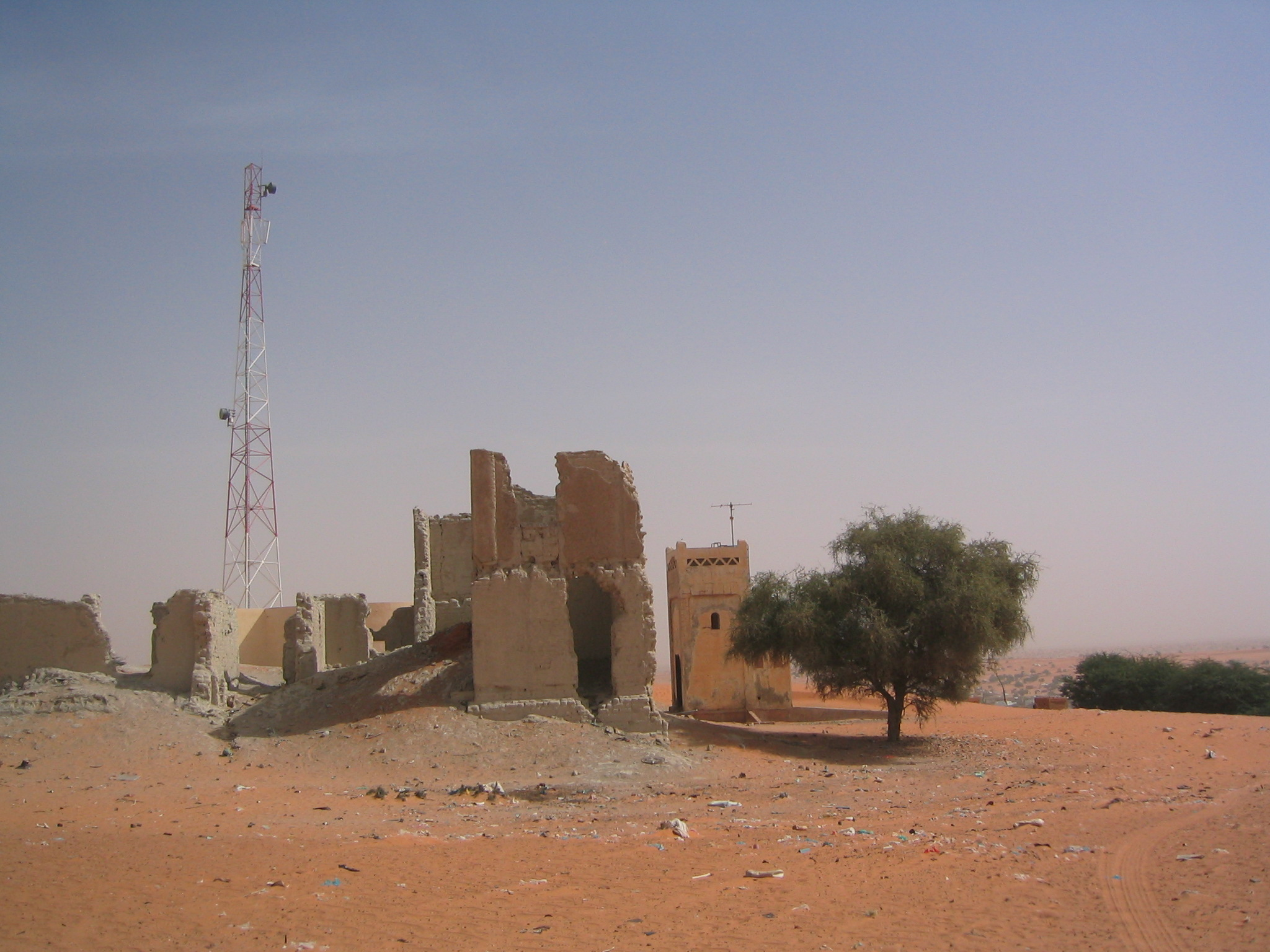
Le fort construit par les Français.

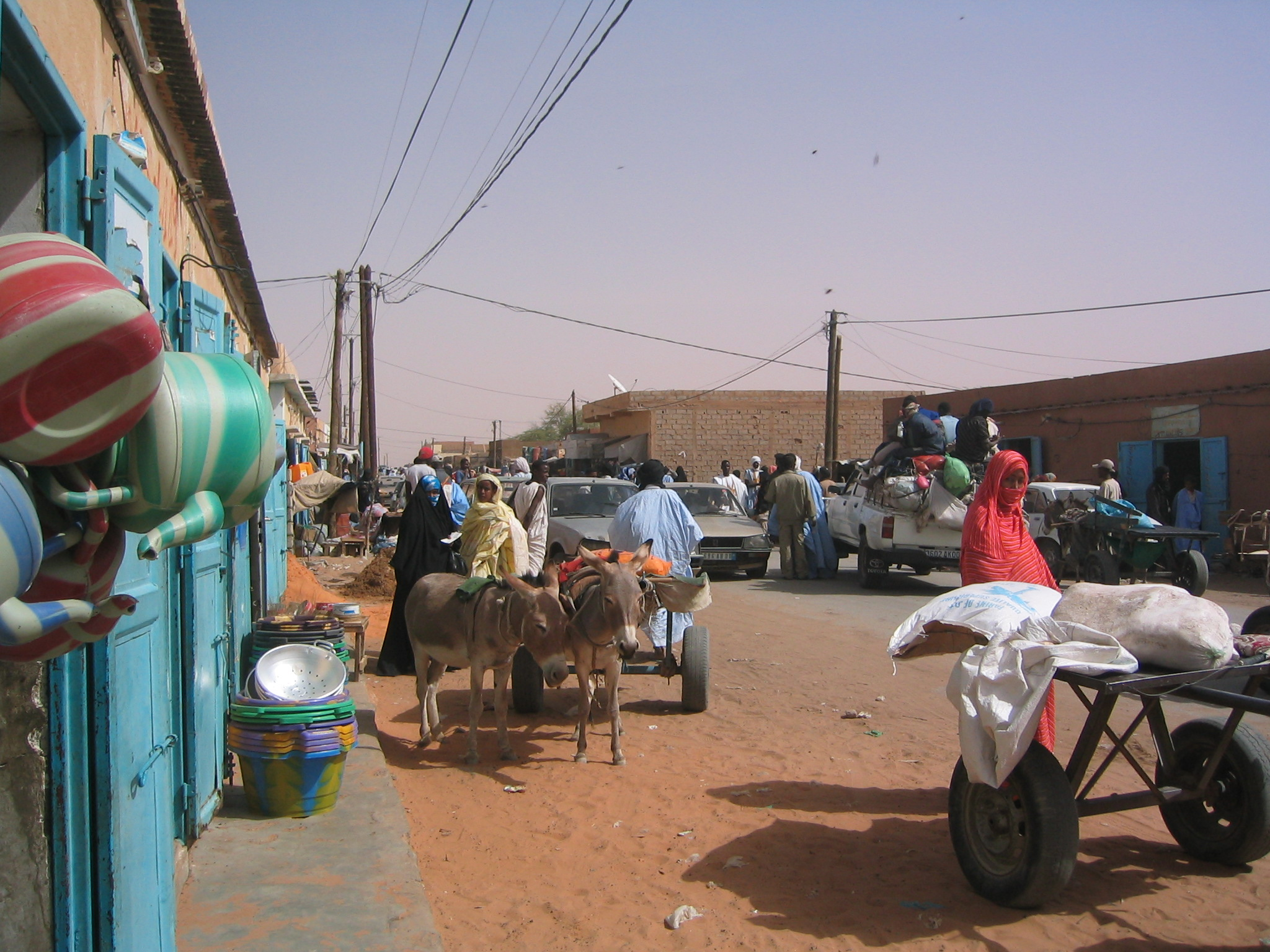
Scène de rue.

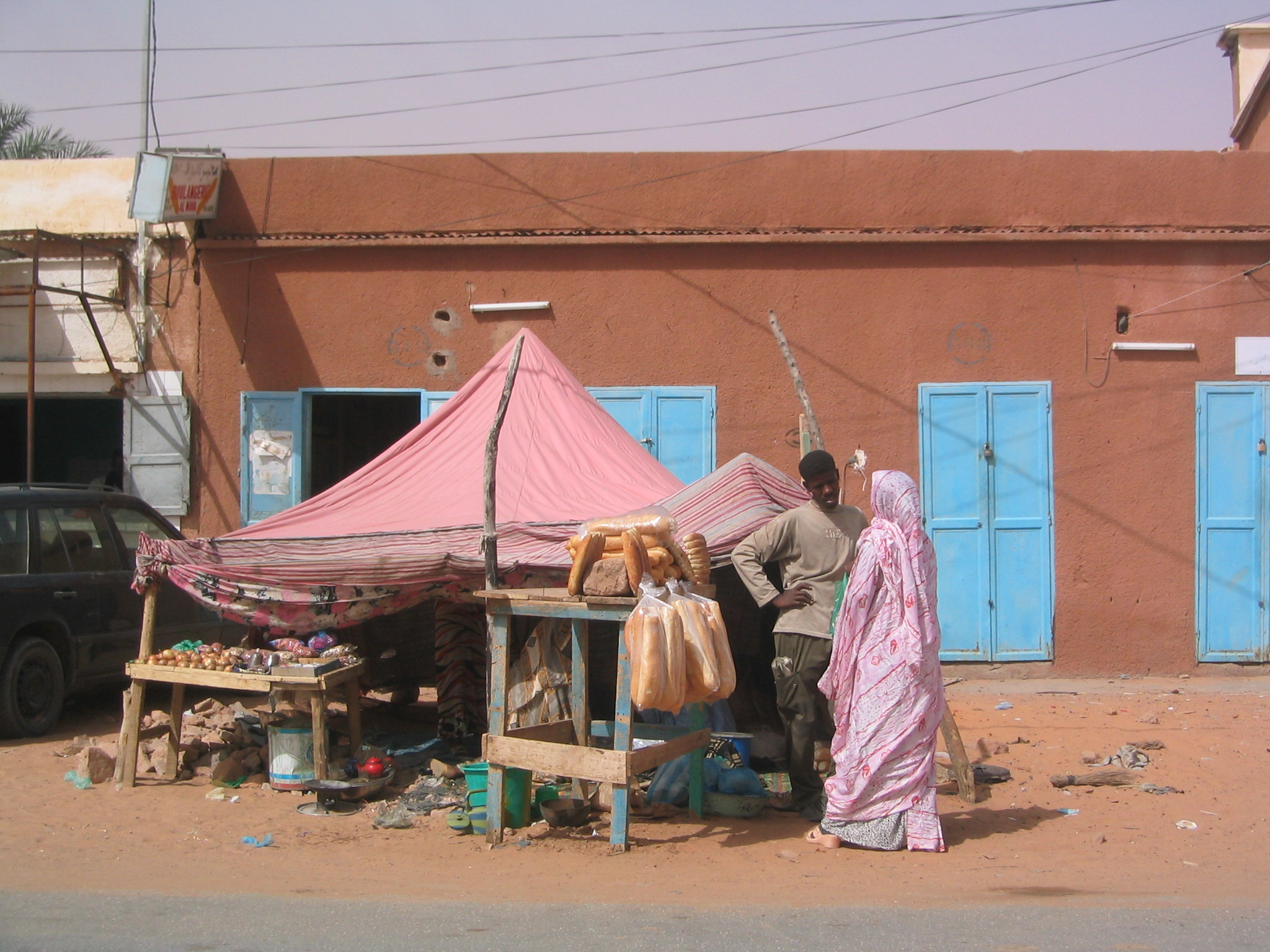
Étal de marchand.

Boutilimit (en berbère : ⴱⵓⵜⵍⵉⵎⵉⵜ Butlimit ; en arabe : بوتلميت) est une ville et une commune de Mauritanie située à 154 km au sud-est de la capitale Nouakchott, dans la région (wilaya) du Trarza.   
La ville est connue pour ses érudits, ses intellectuels et ses hauts fonctionnaires de l'État depuis l'indépendance du pays jusqu'à nos jours, surnommée "capitale culturelle" de la Mauritanie.  

## Culture
De nos jours, ses plus grandes écoles coraniques sont situées à Elwasta ayant contribué durant son histoire par son école coranique et religieuse à diplômer par l'ijaza en coran plusieurs habitants de la sous-région à 30 km au nord-ouest. 
Une bibliothèque y existe, constituée à l'origine par Cheikh Sidiya El-Kebir (1774–1868), la deuxième collection de manuscrits du pays après celle de Chinguetti. 

## Géographie
La ville se situe à une altitude moyenne de 50 m, à 17°32'N, 17°43'O. 
Son climat est aride à hyper-aride, monomodal à variante côtière. 

## Toponymie
Le nom boutilimit a pour origine le nom d'une plante graminée du genre Pennisetum appelée tîlîmît en en langue berbère aznaga,,. Préfixé d'une base berbère bou signifiant « celui, au(x) », ou de l'arabe bou synonyme de ʾabū, raccourci de « père de », le nom complet signifierait donc « le lieu des tilimit ». 

## Démographie
Lors des recensements de 1977, 1988 et 2000, le nombre d'habitants était respectivement de 7 263, 14 545 et 22 257. 
En 2005, la population était estimée à 27 170 habitants. 

## Tourisme
Les ruines d'un fort construit par les Français dominent la ville. 
Boutilimit est connue pour ses productions artisanales, notamment les tapis en poil de chameau ou de chèvre, les bijoux en argent et les coffres en ébène. 

## Personnalités nées à Boutilimit
- Cheikh Sidiya El-Kebir : fondateur de la ville de Boutilimit.
- Cheikh Sidi Mohamed Ould Cheikh Sidiya : érudit et grand savant.
- Cheikh Sidiya (Baba) Ould Cheikh Sidiya : érudit et chef tribal homme influent dans la région.
- Mohamed Aly Ould Adoud : érudit, poète, savant.
- Mohamed Ould Boumedyane : érudit et savant.

- Mohamed Ould Rajel né en 1901 à Boutilimit. Homme politique savant et erudit. Premier directeur de l école du village à Boutilimit en 1927, Interprète du Gouverneur général de l' AOF à Dakar Grand officier de la légion d'honneur française.

- Elemin Ould Ahmed Saleh: Érudit, savant et grand chef tribale connu par sa générosité.
- Abdallah Ould Souleymane Ould Cheikh Sidiya : chef tribal, homme politique et notable.
- Bouna Moctar : chef tribal et ancien député de l’AOF et à l’Assemblée nationale.
- Ahmed Ould Mazouk : Notable et chef tribal et Kadi, homme connu par une générosité rare.
- Moktar Ould Daddah : premier Président de la République Islamique de Mauritanie.
- Souleyman Ould Cheikh Sidiya: ancien sénateur de la Communauté Mauritanienne délégué au sénat français et après l’indépendance de la Mauritanie il fut ambassadeur de la Mauritanie à Washington D.C et président de l’Assemblée Nationale de Mauritanie.
- Mohamed OuId Cheikh OuId Ahmed Mahmoud : premier Ministre de la Défense de la Mauritanie Indépendante.
- Mohamed Salem Ould Adoud : érudit et ancien ministre président de la cour suprême.
- Ishac Ould Ragel : premier Ingénieur des mines de Mauritanie, homme politique mauritanien et ministre plusieurs fois, considéré comme le père du pétrole mauritanien.
- Abdallahi Ould Sidiya Ould Ebnou : homme d’état charismatique Premier directeur général de la SMAR.
- Ahmed Ould Daddah : premier Gouverneur de la banque centrale de Mauritanie, Ministre des Finances et homme politique.
- Sid'Ahmed Ould Lab: parmi les Premiers officiers de la gendarmerie Nationale.
- M'Bareck Ould Bouna Moctar: premier officier mauritanien.
- Mariem Mint Sidi El Moktar Ould Ahmed Maouloud: première femme députée de la Mauritanie, elle fut la première directrice de la société  Mauritanienne du Textile.
- Général Ahmed Ould Bekrine: premier général des forces armées, natif de Boutilimit.
- Brahim Ould Boyhi : premier pilote instructeur mauritanien, évoluant aujourd'hui au centre de formation des pilotes d'Air France.
- Abdallah Ould Daddah : Parmi les premiers ambassadeurs de la Mauritanie.
- Cheikh Mohamed Elhoussein Ould Habiboullah : érudit et chef tribal.
- Ahmed Ould Mennih : ancien Chef d'état-major et Ministre.
- Yacoub Ould Rajel : premier officier de la Marine Nationale depuis sa création.
- Ahmed Ould El Khalef : Administrateur des régies financière et premier contrôleur financier de la République Islamique de Mauritanie.
- Youssouf Ould Abdel Vettah: homme d'affaires et homme politique influent. Ancien Maire de la ville de Boutilimit.
- Yarbe Ould Ahmed Saleh: Grand avocat et homme politique.
- Mohamed Ould Sadegh: homme politique et ancien maire de la ville.
- Sid El Moktar Ould Sidi Brahim: Homme politique influent. Ancien directeur National de la jeunesse et directeur du Complexe olympique national, il fut Maire adjoint de la ville de Boutilimit.
- Mohamed Salem Ould Ahmed Saleh: Premier docteur endocrinologue en Mauritanie et il fut le seul du pays jusqu'en 2006.
- Feu Colonel-Médecin, Pr. Mohamed Ould Ahmed Aicha: parmi les premiers officiers Médecins de l'Armée nationale.
- Mohamed El Hassan Ould Dedew : savant et érudit.
- Moussa Ould Ebnou : philosophe, écrivain francophone connu en Mauritanie, auteur de plusieurs romans.
- Ismail Ould Bedde Ould Cheikh Sidiya : ancien Ministre de l'Habitat, de l'Urbanisme et de l'Aménagement du territoire de Mauritanie.
- Ishagh Ould Ahmed Miské: Avocat et il est parmi les premiers notaires de la Mauritanie, Homme politique et député de la moughtaa de Boutilimit à l'Assemblée Nationale.*
- Issa Ould Rajel: Ingénieur en Informatique Homme politique ancien Maire de Boutilimit 2018-2023.

## Jumelage
- Savigny-le-Temple (France)